# Pontoy
Pontoy település Franciaországban, Moselle megyében. Lakosainak száma 601 fő (2022. január 1.). Pontoy Aube, Beux, Chérisey, Liéhon, Mécleuves, Orny, Silly-en-Saulnois és Sorbey községekkel határos.

## Népesség
A település népességének változása:
| Lakosok száma | 165  | 349  | 436  | 439  | 401  | 404  | 466  | 543  | 581  | 601  |
|               | 1968 | 1982 | 1990 | 2006 | 2013 | 2015 | 2017 | 2019 | 2020 | 2022 |